# Estrada nacional 41 (Suécia)
| 41 |

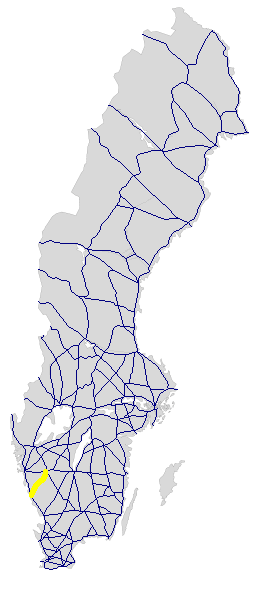
A estrada nacional Rv 41

A Estrada nacional 41 - em sueco Riksväg 41 ou Rv 41 - é uma estrada nacional da Suécia com uma extensão de 91 km.

Liga Varberg a Borås, passando por Kinna.

Atravessa os municípios de Varberg, Mark e Borås.

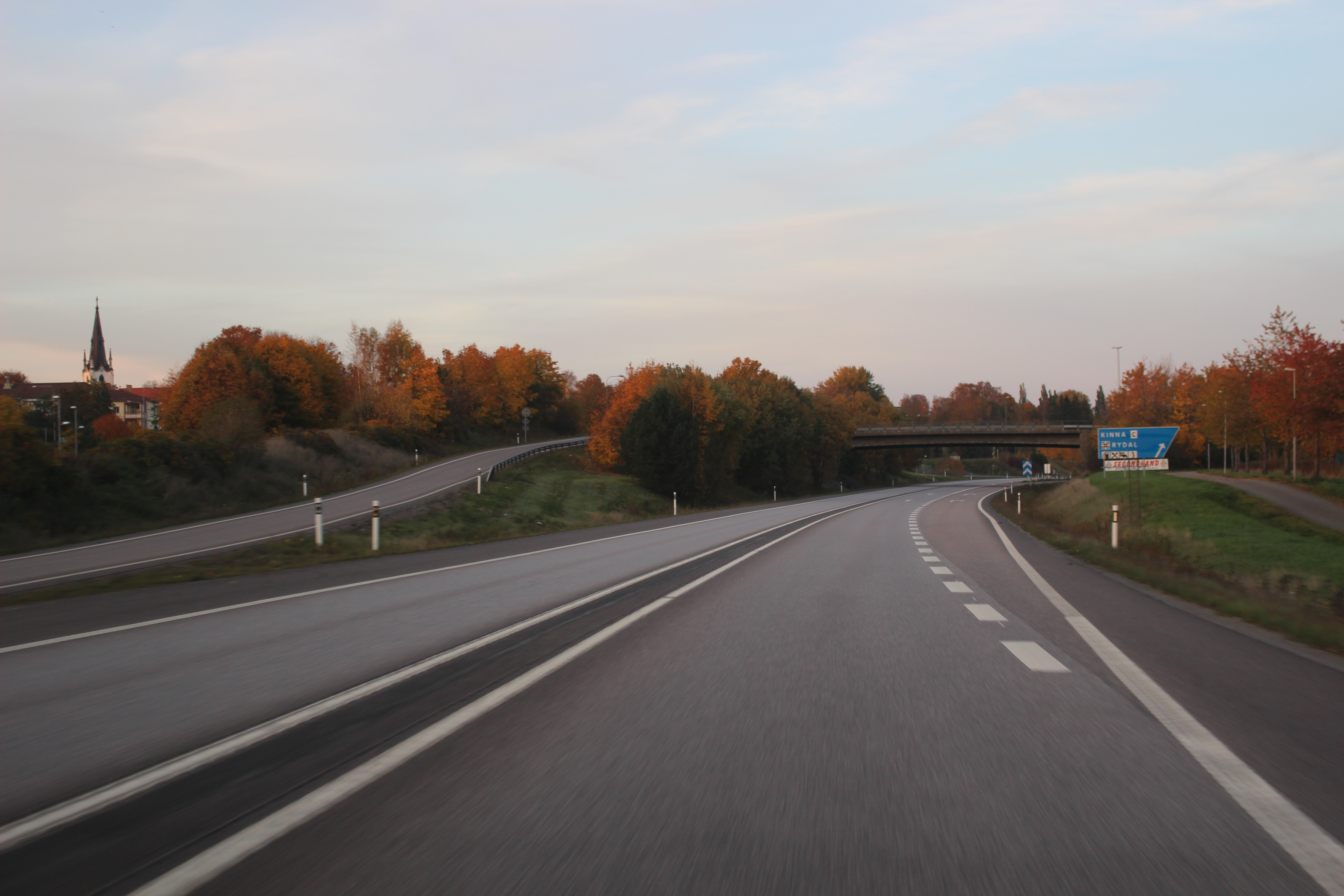
Na proximidade de Kinna
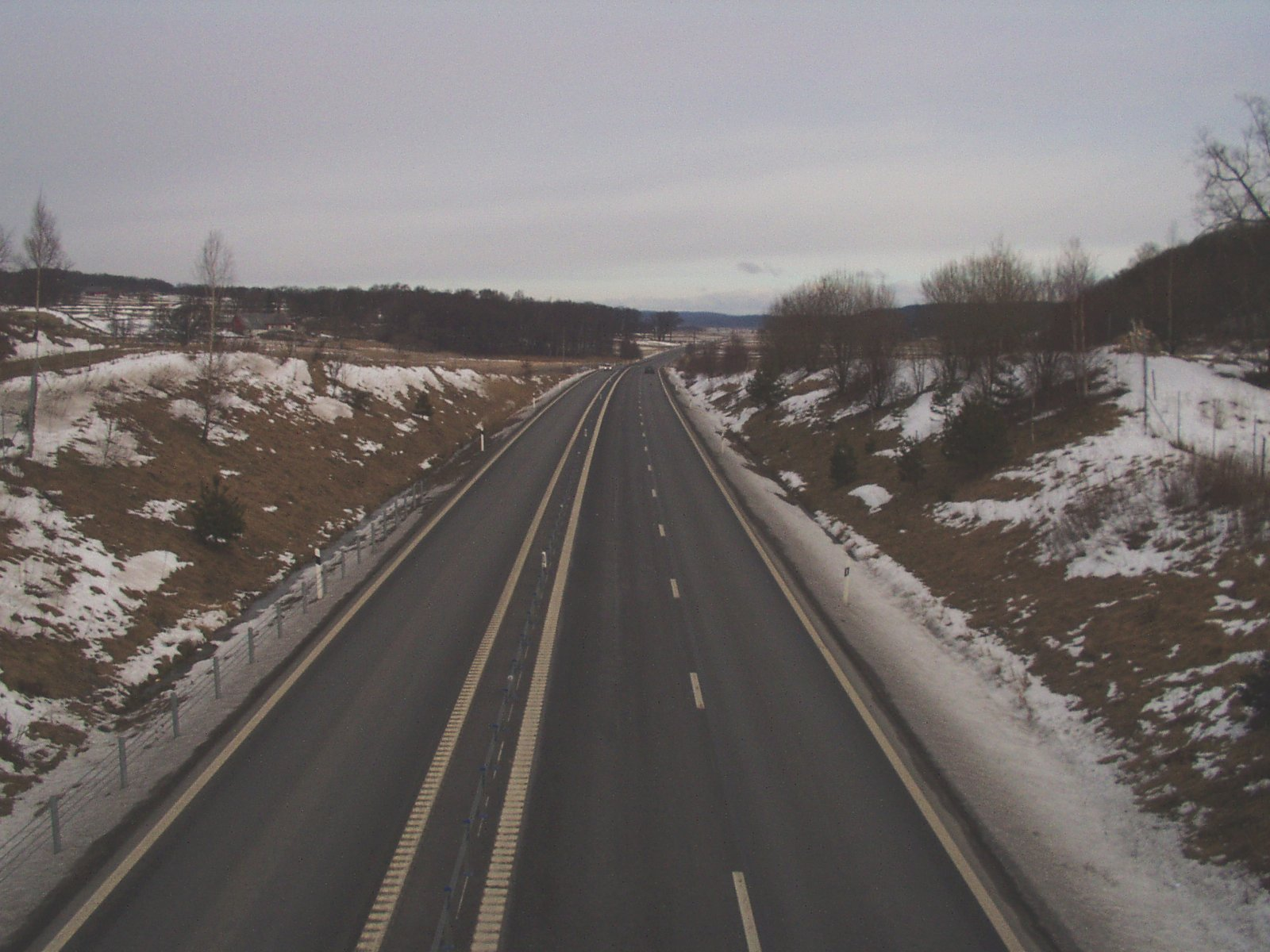
A nordeste de Varberg